# Monastère de Kintsvissi
Le monastère de Kintsvissi (en géorgien ყინწვისის მონასტერი) est un monastère chrétien situé en Géorgie, dans la municipalité de Kareli (Kartlie intérieure).

## Description
Le monastère comporte deux églises et une chapelle :
- Église Sainte-Marie (Xe siècle), en ruine,
- Église Saint-Nicolas (XIIIe siècle), l'église principale du monastère,
- Chapelle Saint-Georges (XIIIe siècle).

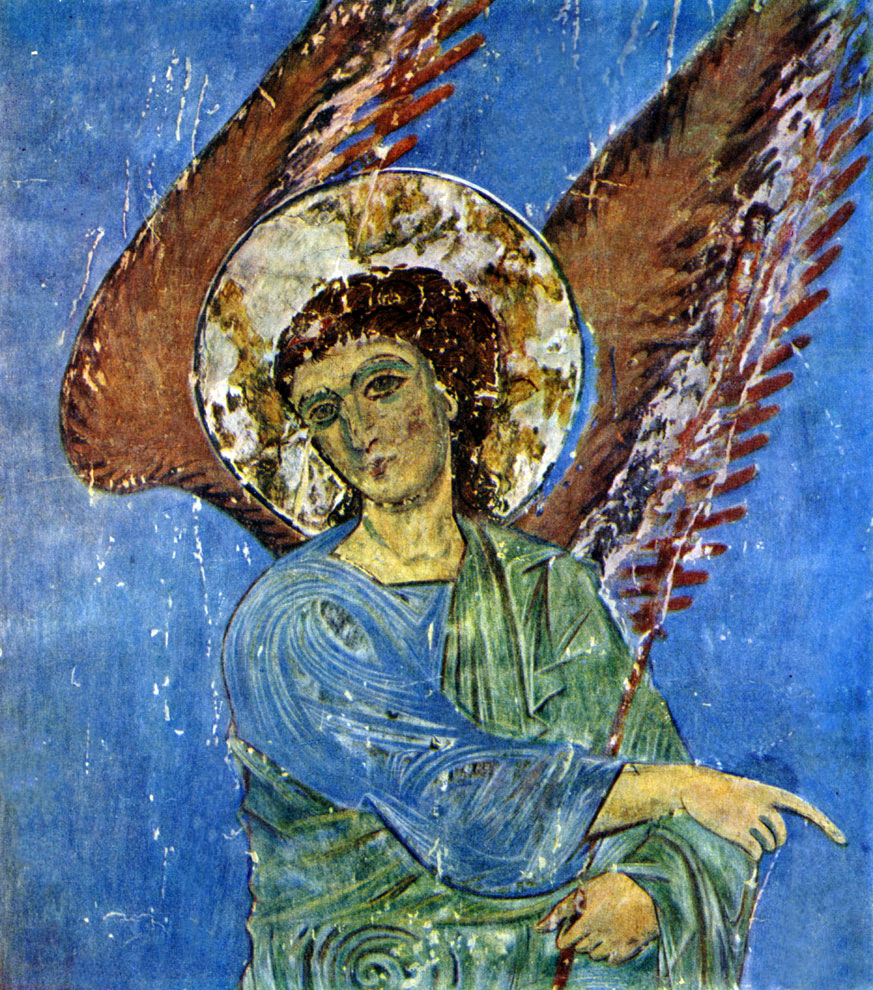
Fresque représentant l'« ange de Kintsvissi ».

L'intérieur de l'église Saint-Nicolas est décoré de fresques dont le célèbre « ange de Kintsvissi » (ყინწყვისის ანგელოზი). Sur le mur nord se trouve la représentation de la famille royale Georges III avec son épouse Tamar et leur fils Georges IV Lacha.